# اسب‌آباد
اسب‌آباد یکی از روستاهای استان آذربایجان شرقی است که در دهستان اوجان غربی بخش مرکزی شهرستان بستان‌آباد واقع شده است و در فاصله دوازده کیلومتری با شهر بستان آباد قرار گرفته است. این روستا ۱۵۴ نفر جمعیت دارد.

## کشاورزی
◆ زراعت
در روستای اسب آباد محصولات کشاورزی به صورت دیمی و آبی کشت می‌شود. گندم، جو، نخود و عدس به شکل دیمی و آبی کشت می شوند؛ سیب زمینی، لوبیا و هویج نیز از محصولات آبی روستا هستند، که عمده‌ترینشان سیب زمینی است.
◆ دامداری
در روستای اسب آباد حیواناتی مانند گاو، گوسفند و بز پرورش داده می‌شوند ؛ حیواناتی مانند مرغ، خروس، اردک و بوقلمون نیز در روستا نگهداری می‌شود.
◆ باغداری
در باغ‌های این روستا درختان آلوچه، سیب، آلبالو، آلو، هلو، گلابی، به، زردآلو، توت و گردو کاشته شده است که درختان سیب از مهم‌ترین درختان میوه روستا به حساب می‌آیند.
گل محمدی نیز یکی از محصولات کشاورزی پر رونق در روستای اسب آباد است که از آن فرآورده‌ها و محصولات گوناگونی مثل گلاب تولید می‌شود؛ افزون بر این‌ها این محصول موجب درآمدزایی برای روستاییان می شود.

## اقتصاد
◆ مشاغل روستا
در این روستا اکثر مردم مشغول کشاورزی و دامداری هستند . همچنین برخی دیگر نیز از طریق رانندگی و حمل و نقل کالا از شهرهای مختلف ایران با استفاده از کامیون درآمدی به دست می آورند. 
◆ کشاورزی و دامداری
عمده ترین راه درآمد روستاییان از طریق کشاورزی و دامداری است . اهالی با فروش محصولات زراعی خود مثل ، گندم ، جو و ... به دولت پولی را بر حسب جرم آن محصولات دریافت می کنند . همچنین مردم روستا با پرورش گاو های نر و پس از بزرگشدن شان ، آنها را به بازار های محلی دام در منطقه برده و بر حسب وزن شان آنها را فروخته و از این راه هم درآمدی به دست می آورند. 
◆ رانندگی
بیشتر اهالی این روستا دارای حداقل یک کامیون هستند . کسانی که به شغل پر زحمت و شریف رانندگی مشغول هستند ، در این راه با مشکلات و رنج های زیادی روبرو می شوند و با تحمل آنها ، درآمدی برای خود کسب می کنندـ کامیون های مورد استفاده روستایی ها شامل بنز ، اتکو ، اکسور و FH است.

## فرهنگ
◆ لبنیات و غذاهای محلی
از لبنیات روستای اسب آباد می‌توان به شیر گاو، شیر گوسفند، کره محلی، پنیر محلی، دوغ، ماست، سرشیر، تخم مرغ و کشک اشاره کرد.
همچنین فطیر سنتی که به دست زنان روستا پخته می‌شود یکی از سوغات این روستا است.

◆ ورزش و بازی های محلی
فوتبال ، والیبال و دوچرخه سواری از ورزش های رایج در روستای اسب آباد هستند . البته در کنار آن جوانان و کودکان برخی وقت ها والیبال بازی می کنند.
◆ صنایع دستی
« فرش و گلیم »
زنان در این روستا با استفاده از نخ های به دست آمده از پشم گوسفندان که رنگ شده اند و همچنین با به کارگیری نقشه های محلی بافت فرش و گلیم ، محصولات و آثار هنری ارزشمندی را خلق می کنند . اهالی بیشتر این گلیم ها و فرش ها را خود استفاده و در درون خانه های باصفایشان پهن می کنند . بعضی دیگر نیز علاوه بر استفاده ، باقی صنایع فرش خود را برای فروش به شهر می برند.
« بافتنی ها»
زنان روستا با استفاده از نخ هایی که از پشم گوسفندان به دست آمده ، برای خود و بچه هایشان جوراب پشمی ، پاپوش ، دستکش پشمی و ... می بافند . برخی نیز علاوه بر استفاده ی خود آنها را به کسانی که برای گردش و تفریح به روستا می آیند ، به عنوان سوغات هدیه می دهند. 
« آویز های اسپند »
یکی دیگر از صنایع دستی روستا آویز های زیبای اسپند است . زنان روستا با استفاده از اسپند هایی که در کوه ها و دشت های روستا می روید و با خشک کردن آنها آویز هایی زیبا با سوزن و نخ درست می کنند.

## جغرافیا
روستای اسب آباد در فاصله ۱۲ کیلومتری مرکز شهرستان بستان‌آباد و بخش مرکزی آن و در دهستان اوجان غربی قرار گرفته است. مرکز دهستان اوجان غربی روستای بنه کهل بوده و در فاصله ۹ کیلومتری از روستای اسب‌آباد قرار دارد.
سرزمین اطراف اسب آباد متنوع است. [ یادداشت 1 ] مرتفع‌ترین نقطه این منطقه اروان‌کوه با ارتفاع 2812 متر از سطح دریا در 8.5 کیلومتری غرب اسب‌آباد است. [ می‌گوید ۲ ] در هر کیلومتر مربع در اطراف اسب‌آباد حدود ۴۳ نفر زندگی می‌کنند که جمعیتی نسبتاً کم است. [ 4 ] نزدیک‌ترین شهر بزرگ‌تر، بستان‌آباد ، در 11.8 کیلومتری شمال شرقی اسب‌آباد است. اطراف اسب آباد تقریباً به طور کامل پوشیده از چمن است.
آب و هوای قاره . [ 6 ] میانگین دما 10 درجه سانتیگراد است . گرم‌ترین ماه سال آگوست با دمای ۲۶ درجه سانتی‌گراد و سردترین ماه ژانویه با دمای ۱۰- درجه سانتی‌گراد است. [ 7 ] میانگین بارندگی سالانه 397 میلی‌متر است. مرطوب‌ترین ماه، ماه مه با ۶۰ میلی‌متر بارندگی و خشک‌ترین ماه، ماه اوت با ۲ میلی‌متر بارندگی است. [ 8 ]